# 게일 크로노어
게일 크로나워(Gail Cronauer, 1948년 12월 23일 ~ )는 미국의 배우이다.
댈러스에서 태어났다.

## 영화
- 더 배스트 오브 나이트 (2019년)
- 더 아웃핏 (2015년)
- 스탭스 오브 페이스 (2014년)
- 비욘드 더 파디스트 스타 (2014년) - 조이시 역
- 인 더 랜드 오브 파이어웍스 (2010년)
- 스필트 밀크 (2010년) - 로이스 역
- 지구인 (2010년)
- 워킹 톨 3 (2007년)
- 워킹 톨 2 - 페이백 (2007년) - 엠마 역
- 싱글 앤드 딜링 위드 잇 (2003년)
- 닥터 T (2000년)
- 소년은 울지 않는다 (1999년)
- 디텐션 (1998년)
- 파인딩 노스 (1998년)
- 뉴튼 보이즈 (1998년)
- 육체의 유혹 (1996년)
- 어머니의 선물 (1995년)
- 악몽 (1993년)
- 시티 레인져 (1993년)
- JFK (1991년)
- 복수의 여인 (1986년)